# KTorrent
KTorrentはLinuxデスクトップ環境のKDE向けのBitTorrentクライアント。他のクライアントと同様に、BitTorrentネットワーク上にある各種データをTorrentデータを用いることでダウンロードすることが主な機能である。

## 特長
BitTorrentアーカイブから、ある特定のファイルのみを選んでダウンロードすることが可能。また転送レート等各種動作を設定出来る。プロトコルの暗号化や、分散ハッシュテーブル（Distributed Hash Table, DHT）を用いた、トラッカーを必要としないTorrentをサポートする。
これら基本的な機能に加えて、以下のような機能が追加されている（使用しないようにすることも可能）。
- BitTorrent検索サイトからTorrentデータを検索することが可能。
- 特定IPアドレスのブロック
- 他のクライアントで開始された転送タスクをインポートして再開できる。
- UDPトラッカーのサポート。
- ユニバーサル・プラグ・アンド・プレイをサポート。
- RSSフィードを購読することによるTorrentファイルの自動ダウンロード。
- AutoIPを用いて同じLANにあるピアを発見できる。
- ウェブブラウザから操作可能。
- スケジューラ機能を用いた帯域幅の調整

## バージョン履歴
バージョン2.1において新たにインターフェイスを作り直し、また、Torrentファイルのグループ化が可能になった。これにより複数のタスクを走らせている際でもデザインが維持される。また、DHTの機能拡張も行われた。